# Ambassade des États-Unis en Guinée équatoriale
L'ambassade des États-Unis en Guinée équatoriale est la représentation diplomatique des États-Unis auprès de la République de Guinée équatoriale. Elle est située à Malabo, la capitale du pays, et son ambassadeur est, depuis 2019, Susan N. Stevenson.

## Histoire
L'ambassade américaine est fermée en 1995 lorsque Malabo accuse le représentant des États-Unis de saper le régime, Washington ayant dénoncé le non-respect des droits de l'homme par le président Teodoro Obiang Nguema. 
En 1998, une nouvelle loi permet le rétablissement d'une représentation diplomatique par l'ouverture d'un bureau consulaire.
En 2003, la découverte d'importants gisements pétrolifères en Guinée équatoriale et les intérêts géostratégiques conduisent les États-Unis à reconsidérer leur position, alors que le président Obiang est toujours à la tête de l'État et que les libertés ne sont pas mieux préservées. La réouverture de l'Ambassade le 16 octobre 2003 est marquée par une cérémonie en présence du président Obiang et du Secrétaire d'État adjoint américain chargé de l'Afrique, Walter Kansteiner (en).